# داوینچیز
داوینچیز، یک مجموعه نمایش خانگی ایرانی در ژانر طنز، ماجراجویی، درام و خانوادگی در شبکه نمایش خانگی است که به نویسندگی آریان گلصورت، پویا نبی و افشین هاشمی و تهیه‌کنندگی مهدی منیری و کارگردانی افشین هاشمی در سال ۱۴۰۲ تولید شد و به صورت اختصاصی از آذر تا اسفند ۱۴۰۲ در پلتفرم نماوا پخش شد.

## داستان
پرویز (سام درخشانی) و ملیحه (سیما تیرانداز) زن و شوهری هستند که در موزه‌ای در تهران کار می‌کنند. یک شب که این زوج در حال انجام وظایف خود هستند، یک تابلوی نقاشی با ارزش را به صورت اتفاقی در موزه کشف می‌کنند. این اتفاق این دو را بر سر یک دو راهی قرار می‌دهد که می‌تواند زندگی‌شان را برای همیشه زیر و رو کند.

## بازیگران
- سام درخشانی
- سیما تیرانداز
- مونا فرجاد
- رضا بهبودی
- سید رضا علوی
- علی میری
- زهرا کیانی
- یدالله شادمانی
- بیوک میرزایی
- ایمان اصفهانی
- فرشاد فخار
- فرزانه نشاط‌خواه
- وحید نفر
- سعید برجعلی
- عرفان حیدری

## تولید و ساخت
سریال داوینچیز براساس قصه اولیه‌ای از آریان گلصورت و با همکاری افشین هاشمی و پویا نبی نوشته شده است. این سریال در سکوت خبری در سال ۱۴۰۲ تولید شد و پلتفرم نماوا تولیدکننده اختصاصی آن محسوب می‌شود. داوینچیز دومین سریال افشین هاشمی در مقام کارگردان است.

## بازخورد
تارنمای فرارو در گزارشی مجموعه داوینچیز را مجموعه‌ای از کلیشه‌های رایج در داستان‌های طنز دانست و کارگردانی افشین هاشمی را نامتناسب با لحن طنز کار توصیف کرد. این گزارش در ادامه به بازی سام درخشانی در این مجموعه اشاره کرد و بازی این بازیگر را تنها نقطه امید تماشاگر برای ادامه دادن کار دانست.
همچنین  محمد تقی‌زاده در نماوامگ داوینچیز را سریالی کلاسیک دانست که اگرچه خط قصه بدیعی ندارد، اما با خلق شخصیت‌های دلپذیر و موقعیت‌های کمدی و فانتزی می‌تواند مخاطب را با خود همراه کند.